# Abrir puertas y ventanas
Abrir puertas y ventanas és una pel·lícula coproduïda per Argentina, els Països Baixos i Suïssa, dirigida per Milagros Mumenthaler, estrenada l'any 2011 al Festival de Locarno.

## Argument
Buenos Aires. En el marc d'una casa familiar, l'observació de les relacions entre tres joves germanes que, després de la mort de l'àvia, han, des d'aleshores, d'assumir les seves responsabilitats. El pas de l'adolescència a l'edat adulta.

## Repartiment
- María Canale: Marina
- Martina Juncadella: Sofia
- Ailín Salas: Violeta
- Julián Tello: Francisco

## Premis i nominacions
- Léopard d'or al 64è Festival de Locarno 2011
- Premi d'interpretació femenina al Festival de Locarno 2011 per a María Canale
- Premi a la millor pel·lícula al Festival Internacional de Cinema de Mar del Plata el 2011.[2]

## Al voltant de la pel·lícula
Però, és sempre a la casa familiar que s'opera la maduració i el canvi cap a l'edat adulta de tres adolescents en cerca de la seva pròpia identitat. La casa «és la representació metafòrica de l'àvia defallida de la qual la presència freqüenta encara els llocs».
«Tot el film se situa a l'estada familiar que funciona com un quart personatge. Volia que l'espectador, veient aquestes tres joves en un decorat que no els representa, sentis, des del començament, la falta d'alguna cosa », va dir Milagros Mumenthaler.
D'aquí la necessitat —com el suggereix el títol original– d'una obertura cap al món exterior. « Sortir de la sala, del marc, de la pantalla », conclou Marianne Fernandez. Milagros Mumenthaler descobreix això: 
«El títol és una frase treta d'una obra de Federico García Lorca, La Casa de Bernarda Alba. Estava a punt de presenciar la representació i sento Bernarda dir :obriu les portes i les finestres. A continuació he pensat que això havia de ser el títol del meu film. Estimava aquesta idea d'inici, són joves que tenen tota una vida davant d'elles. »